# Justicia cyrtantheriformis
Justicia cyrtantheriformis là một loài thực vật có hoa trong họ Ô rô. Loài này được (Rizzini) Profice mô tả khoa học đầu tiên năm 1997.